# Tomșani (gmina)
Tomșani – gmina w Rumunii, w okręgu Prahova. Obejmuje miejscowości Loloiasca, Măgula, Sătucu i Tomșani. W 2011 roku liczyła 4461 mieszkańców.